# WTA de Sopot
O WTA de Sopot – ou Idea Prokom Open, na última edição – foi um torneio de tênis profissional feminino, de nível WTA Tier III.
Realizado em Sopot, no norte da Polônia, estreou em 1998 e durou sete edições. Foi combinado ATP e WTA entre 2001 e 2004. Os jogos eram disputados em quadras de saibro durante o mês de agosto.

## Finais

### Simples
| Ano  | Campeã                  | Vice-campeã      | Resultado     |
| ---- | ----------------------- | ---------------- | ------------- |
| 2004 | Flavia Pennetta         | Klára Koukalová  | 7–5, 3–6, 6–3 |
| 2003 | Anna Pistolesi          | Klára Koukalová  | 6–2, 6–0      |
| 2002 | Dinara Safina           | Henrieta Nagyová | 6–3, 4–0, ab. |
| 2001 | Cristina Torrens Valero | Gala León García | 6–2, 6–2      |
| 2000 | Anke Huber              | Gala León García | 7–64, 6–3     |
| 1999 | Conchita Martínez       | Karina Habšudová | 6–1, 6–1      |
| 1998 | Henrieta Nagyová        | Elena Wagner     | 6–3, 5–7, 6–1 |

### Duplas
| Ano  | Campeãs                                     | Vice-campeãs                            | Resultado |
| ---- | ------------------------------------------- | --------------------------------------- | --------- |
| 2004 | Nuria Llagostera Vives Marta Marrero        | Klaudia Jans Alicja Rosolska            | 6–4, 6–3  |
| 2003 | Tatiana Perebiynis Silvija Talaja           | Maret Ani Libuše Průšová                | 6–4, 6–2  |
| 2002 | Svetlana Kuznetsova Arantxa Sánchez-Vicario | Evgenia Koulikovskaya Ekaterina Sysoeva | 6–2, 6–2  |
| 2001 | Joannette Kruger Francesca Schiavone        | Yulia Beygelzimer Anastasia Rodionova   | 6–4, 6–0  |
| 2000 | Virginia Ruano Pascual Paola Suárez         | Åsa Carlsson Rita Grande                | 7–5, 6–1  |
| 1999 | Laura Montalvo Paola Suárez                 | Gala León García María Sánchez Lorenzo  | 6–4, 6–3  |
| 1998 | Květa Hrdlickova Helena Vildová             | Åsa Carlsson Seda Noorlander            | 6–3, 6–2  |